# فرانسيسكو غارسيا كالديرون
فرانسيسكو غارسيا كالديرون (بالإسبانية: Francisco García-Calderón Landa)‏ (و. 1834 – 1905 م) هو سياسي، وقانوني، ومحامي من بيرو . ولد في أريكويبا . تولى منصب رئيس بيرو (12 مارس 1881–28 سبتمبر 1881)، وpresident of the Congress of the Republic of Peru .
توفي في ليما .

## التعليم
تعلم في National University of St Augustin of Arequipa، وجامعة سان ماركوس الوطنية.
| المناصب السياسية        | المناصب السياسية      | المناصب السياسية           |
| ----------------------- | --------------------- | -------------------------- |
| سبقه نيكولاس دي بييرولا | رئيس بيرو 1881 - 1881 | تبعه يزاردو مونتيرو فلوريس |